# Delray Beach Open 2017
Delray Beach Open 2017 byl profesionální tenisový turnaj pořádaný jako součást mužského okruhu ATP World Tour, který se odehrával v areálu Delray Beach Tennis Center na otevřených dvorcích s tvrdým povrchem Plexipave. Probíhal mezi 20. až 26. únorem 2017 ve floridském Delray Beach jako dvacátý pátý ročník turnaje.
Turnaj s rozpočtem 599 345 dolarů patřil do kategorie ATP World Tour 250. Nejvýše nasazeným hráčem ve dvouhře se stal čtvrtý hráč žebříčku Milos Raonic z Kanady. Jako poslední přímý účastník do hlavní singlové soutěže zasáhl 101. americký hráč žebříčku Jared Donaldson.
Třetí singlový titul na okruhu ATP Tour vybojoval 24letý Američan Jack Sock, jenž nemusel k finálovému zápasu nastoupit pro zranění soupeře. Čtvrtou společnou trofej ze čtyřhry získal jihoafricko-americký pár Raven Klaasen a Rajeev Ram.

## Rozdělení bodů a finančních odměn

### Rozdělení bodů
| Soutěž  | vítězové | finalisté | semifinalisté | čtvrtfinalisté | 16 v kole | 32 v kole | Q  | Q2 | Q1 |
| ------- | -------- | --------- | ------------- | -------------- | --------- | --------- | -- | -- | -- |
| dvouhra | 250      | 150       | 90            | 45             | 20        | 0         | 12 | 6  | 0  |
| čtyřhra | 250      | 150       | 90            | 45             | 0         | —         | —  | —  | —  |

### Finanční odměny
| Soutěž                              | vítězové | finalisté | semifinalisté | čtvrtfinalisté | 16 v kole | 32 v kole |
| ----------------------------------- | -------- | --------- | ------------- | -------------- | --------- | --------- |
| dvouhra                             | $90 605  | $47 715   | $25 845       | $14 725        | $8 675    | $5 140    |
| čtyřhra                             | $29 010  | $15 250   | $8 260        | $4 730         | $2 770    | —         |
| částka ve čtyřhře je uvedena na pár |          |           |               |                |           |           |

## Mužská dvouhra

### Nasazení
| Stát                          | Hráč                  | ATP | Nasazení |
| ----------------------------- | --------------------- | --- | -------- |
| Kanada                        | Milos Raonic          | 4.  | 1.       |
| Chorvatsko                    | Ivo Karlović          | 20. | 2.       |
| USA                           | Jack Sock             | 21. | 3.       |
| USA                           | Sam Querrey           | 29. | 4.       |
| USA                           | Steve Johnson         | 30. | 5.       |
| Austrálie                     | Bernard Tomic         | 32. | 6.       |
| Argentina                     | Juan Martín del Potro | 36. | 7.       |
| Spojené království            | Kyle Edmund           | 49. | 8.       |
| Žebříček ATP k 13. únoru 2017 |                       |     |          |

### Jiné formy účasti
Následující hráči obdrželi divokou kartu do hlavní soutěže:
- Bjorn Fratangelo
- Stefan Kozlov
- Sam Querrey

Následující hráči se probojovali do hlavní soutěže z kvalifikace:
- Kimmer Coppejans
- Steve Darcis
- Akira Santillan
- Tim Smyczek

### Odhlášení
před zahájením turnaje
- Daniel Evans → nahradil jej  Taylor Fritz
- Ryan Harrison → nahradil jej  Radu Albot
- Thanasi Kokkinakis → nahradil jej  Michail Kukuškin
- Adam Pavlásek → nahradil jej  Nikoloz Basilašvili

## Mužská čtyřhra

### Nasazení
| Stát                                                                                   | Hráč              | Stát      | Hráč           | ATP | Nasazení |
| -------------------------------------------------------------------------------------- | ----------------- | --------- | -------------- | --- | -------- |
| USA                                                                                    | Bob Bryan         | USA       | Mike Bryan     | 6.  | 1.       |
| Jižní Afrika                                                                           | Raven Klaasen     | USA       | Rajeev Ram     | 27. | 2.       |
| Filipíny                                                                               | Treat Conrad Huey | Bělorusko | Max Mirnyj     | 45. | 3.       |
| Rakousko                                                                               | Oliver Marach     | Francie   | Fabrice Martin | 69. | 4.       |
| Žebříček ATP k 13. únoru 2017; číslo je součtem žebříčkového postavení obou členů páru |                   |           |                |     |          |

### Jiné formy účasti
Následující páry obdržely divokou kartu do hlavní soutěže:
- Philip Bester /  Peter Polansky
- Bjorn Fratangelo /  Taylor Fritz

## Přehled finále

### Mužská dvouhra
- Jack Sock vs.  Milos Raonic, bez boje

### Mužská čtyřhra
- Raven Klaasen /  Rajeev Ram vs.  Treat Conrad Huey  /  Max Mirnyj, 7–5, 7–5